# Pisoțkîi, Iavoriv
Pisoțkîi (în ucraineană Пісоцький) este un sat în comuna Verbleanî din raionul Iavoriv, regiunea Liov, Ucraina.

## Demografie
Componența lingvistică a localității Pisoțkîi
     Ucraineană (100%)
Conform recensământului din 2001, toată populația localității Pisoțkîi era vorbitoare de ucraineană (100%).